# Veronica Lake
Veronica Lake (14 tháng 11 năm 1922 – 7 tháng 7 năm 1973) là một nữ diễn viên người Mỹ. Trong những năm 1940, cô là một trong những nữ diễn viên nổi tiếng nhất ở Hollywood.
Sau một vài buổi biểu diễn ở các nhà hát Veronica Lake chơi vào năm 1939 lần đầu tiên trong một bộ phim. Các bước đột phá quốc tế đến với bà để bộ phim This Gun for Hire.Đây là lần đầu tiên trong bốn bộ phim trong đó cô đóng vai chính cùng với Alan Ladd. Khi vai trò của mình tốt nhất, tuy nhiên, là của Olivia D'Arcy trong bộ phim So Proudly We Hail!. Sau năm 1944, sự nghiệp của cô, tuy nhiên, đã nhanh chóng quá.
Năm 1973, Veronica Lake đã chết từ những ảnh hưởng của nhiều thập kỷ nghiện rượu.